# Millennium Actress
Millennium Actress (千年女優, Sennen Joyū) és una pel·lícula d'animació japonesa del 2001 dirigida per Satoshi Kon i produïda per Madhouse. Està basada vagament en les vides de les actrius Setsuko Hara i Hideko Takamine, i explica la història de dos directors de cinema que investiguen la vida d'una actriu llegendària retirada. Mentre va explicant la història de la seva vida, la diferència entre realitat i ficció es va difuminant. Ha estat doblada al català.

## Argument
El director de cinema Tachibana decideix fer un documental sobre la vida de Chiyoko Fujiwara, una coneguda i reverenciada actriu japonesa que es va retirar misteriosament de la professió ja fa diverses dècades. Tachibana troba una envellida Chiyoko a la seva residència, i allà li comença a explicar la seva història.

## Doblatge
| Personatge                                                  | Japonès                                                           | Català                                            |
| ----------------------------------------------------------- | ----------------------------------------------------------------- | ------------------------------------------------- |
| Chiyoko Fujiwara (藤原 千代子, Fujiwara Chiyoko)            | Miyoko Shōji (anciana) Mami Koyama (adulta) Fumiko Orikasa (jove) | Rosa Pastó (anciana) Núria Trifol (jove i adulta) |
| Genya Tachibana (立花 源也, Tachibana Genya)                | Masamichi Satō (jove)                                             | Francesc Belda Raúl Llorens (jove)                |
| Kyōji Ida (井田 恭二, Ida Kyōji)                            | Masaya Onosaka                                                    | José Luis Mediavilla                              |
| Eiko Shimao (島尾 詠子, Shimao Eiko)                        | Shōko Tsuda                                                       | Glòria Cano                                       |
| Junichi Ōtaki (大滝 諄一, Ōtaki Junichi)                    | Hirotaka Suzuoki                                                  | Toni Mora                                         |
| Mino (美濃)                                                 | Tomie Kataoka                                                     | Rosa Guillén                                      |
| Director dels estudis Ginei (銀映専務, Ginei Senmu)         | Kan Tokumaru                                                      | Joaquim Casado                                    |
| Senyora Fujiwara (藤原千代子の母, Fujiwara Chiyoko no Haha) | Hisako Kyōda                                                      | Julia Chalmeta                                    |
| Home de la clau (鍵の君, Kagi no Kimi)                      | Kōichi Yamadera                                                   | Eduard Itchart                                    |
| Home de la cicatriu (傷の男, Kizu no Otoko)                 | Masane Tsukayama                                                  | Juan Antonio Bernal                               |

## Producció
Millennium Actress és la segona pel·lícula dirigida per Satoshi Kon i la seva primera obra original, després de l'aclamada Perfect Blue. Va ser planificada per Masao Maruyama i produïda per Taro Maki.
Després de l'estrena de Perfect Blue, Kon va considerar adaptar la novel·la de Yasutaka Tsutsui Paprika (1993) com a la seva pròxima pel·lícula. No obstant això, aquests plans es van estancar quan la companyia de distribució de Perfect Blue, Rex Entertainment, va fer fallida.
El projecte de Millennium Actress va sorgir de les paraules de Taro Maki: "Fem una pel·lícula que sembli un trompe-l'œil", que va decidir produir la pel·lícula de Kon, ja que considerava que la seva obra anterior era increïble. L'escriptura del guió va començar amb una frase que Kon va plantejar: "Una dona gran que una vegada va ser aclamada com una gran actriu explica la seva història de vida, però els seus records es confonen i els diferents papers que va interpretar en el passat comencen a barrejar-s'hi, creant una història tumultuosa." L'estructura de la història es va decidir en l'etapa d'esbós de l'argument quan Kon va concretar aquesta frase, i l'última escena es va mantenir intacta a la versió final de la pel·lícula. Després va treballar amb el guionista, Sadayuki Murai, i el productor per desenvolupar els episodis i la configuració detallada dels personatges que s'inclourien a la trama.
A diferència de l'anterior pel·lícula, la qual havia dirigit, aquest era un projecte original seu, així que va poder expressar les seves pròpies opinions, i va decidir posar més èmfasi en el so, sobretot en la música, i va demanar a l'aclamada Susumu Hirasawa que en compongués la música. Hi van treballar unes 250 persones en total i el període de producció va ser d'uns dos anys. Els aproximadament 20 membres principals del personal van ser gairebé els mateixos que en l'obra anterior, amb només el canvi de director d'animació. En l'obra anterior, el disseny de personatges el va fer Hisashi Eguchi i el director d'animació va ser Hideki Hamasu, però en aquesta pel·lícula, totes dues posicions les va tenir Takeshi Honda. La raó d'això és que el director d'animació és una posició molt important i feixuga, i els animadors que tenen les habilitats i el talent amb els quals Kon voldria treballar solen ser els que prefereixen dibuixar fotogrames clau en lloc del director d'animació, cosa que dificultava demanar-los que continuessin amb la seva feina. Per als dissenys dels personatges, es va elegir Honda perquè era algú que dibuixava imatges elegants que la gent normal no hi veu cap defecte i tenia un talent genuí a la indústria de l'animació, per tal d'assegurar-se que la pel·lícula no acabés sent només per a uns pocs fans només perquè era una pel·lícula d'animació. Alguns dels dissenys de personatges els va fer el mateix Kon, i tots els pòsters de la Chiyoko de la pel·lícula també els va dibuixar Kon.
Es tracta de l'última pel·lícula de Kon feta en animació tradicional, ja que les seves obres posteriors han estat en animació digital. I la majoria de les escenes estan dibuixades en funció de les directrius de Kon.
El pressupost inicial era de 130 milions de iens, i el pressupost final va ser d'uns 100 milions i unes quantes desenes de milions de iens, un dels costos de producció més baixos d'una pel·lícula d'animació al Japó.

## Tema
Millennium Actress va començar amb la idea de fer una pel·lícula de trompe-l'œil com l'anterior Perfect Blue. Tanmateix, només s'havia fet servir com a tècnica cinematogràfica, no com a tema. Ambdues obres comparteixen la mateixa metodologia de "desdibuixar la frontera entre la ficció i la realitat", i ambdues obres són com les dues cares de la mateixa moneda per a Kon. La pel·lícula anterior s'havia centrat en el costat negatiu de la naturalesa humana, mentre que aquesta pel·lícula se centra en el costat positiu. La pel·lícula anterior mostrava la difuminació gradual de la frontera entre la ficció i la realitat, mentre que aquesta pel·lícula connecta perfectament la ficció i la realitat des del començament, i mostra els personatges movent-se lliurement entre la ficció i la realitat. La tècnica de barrejar ficció i realitat es va utilitzar per expressar l'inquiet món interior de la protagonista a la pel·lícula anterior, i en aquesta pel·lícula es va utilitzar per a fer una aventura divertida, convertint la pel·lícula de terror psicològic i suspens en un entreteniment complicat i humorístic.
A la pel·lícula anterior, va intentar confondre l'audiència representant l'agitació interior i el caos del personatge principal mitjançant la barreja de ficció i realitat, però en aquesta pel·lícula, la seva intenció no és confondre l'audiència, sinó deixar que gaudeixi de la barreja de ficció i realitat mateixa. Va pretendre crear una pel·lícula que inclogués el tòpic de "les aventures de la vella que fuma", barrejant ficció i realitat fins al punt de no distingir-les.
Hi ha diversos tipus de pintures de trompe-l'œil, però un exemple que Kon va donar al personal va ser l'ukiyo-e d'Utagawa Kuniyoshi: "A primera vista sembla molt ferotge, però en realitat és una persona amable" (みかけハこハゐがとんだいゝ人だ). A primera vista, sembla que és el rostre d'una sola persona, però quan la inspecciones detalladament, es pot veure que hi ha moltes persones entrellaçades, i va comparar aquesta característica de la pintura, "coses que no són cares que s'uneixen per formar una cara" al concepte d'aquesta obra, "mentides que s'amunteguen per revelar la veritat".
La pel·lícula té una estructura complexa en la qual els treballadors que visiten la llegendària actriu per a fer-li una entrevista experimenten la història de la seva vida en un món de ficció on el passat de l'actriu i les pel·lícules en què va actuar s'entrecreuen, fent de la història una barreja de realitat i ficció, així com un homenatge a diverses pel·lícules clàssiques. El personatge principal està inspirat en Setsuko Hara i Hideko Takamine, i entre les pel·lícules que apareixen a la pel·lícula hi ha: una peça d'època a l'estil de Kumonosu-jō, d'Akira Kurosawa; una pel·lícula de Yasujiro Ozu; una història de chanbara (lluita amb espases), que inclou un Kurama Tengu; una història de monstres que agafa imatges de Godzilla i una història de ciència-ficció.
La història segueix la història personal de la Chiyoko Fujiwara, una actriu anciana, i a poc a poc es converteix en un embull de realitat, somnis i pel·lícules. Cada episodi repeteix una sèrie d'escenes de "persecució, correguda i caiguda" en diferents situacions i moments. La seva vida, la suma de tot això, també repeteix diversos contratemps i renaixements mentre continua perseguint l'home de la clau, que és gairebé una il·lusió. Aquesta obra és bàsicament una repetició del mateix episodi, una història cíclica com el Boléro en la música. Kon va dir que aquesta idea d'estructura fractal beu sobretot de la música de Susumu Hirasawa. La història també reflecteix l'hospitalització que va experimentar Kon després del seu debut com a artista de manga, i la frustració i la lluita que va sentir en aquell moment: "Tot se n'ha anat en orris, encara sóc a temps de tornar-hi?". Aquesta pel·lícula és famosa per fer que molts públics se sentin traïts per l'última línia de la Chiyoko. Kon va dir que el procés de creixement humà és una repetició de la mort i el renaixement, en què els valors que hem acumulat fins a aquest moment esdevenen inacceptables en una nova fase, i encara que els reconstruïm quan estiguin trencats, tornen a ser inacceptables en una nova fase, i va implicar l'audiència en la fractal de la pel·lícula preguntant-los si serien capaços d'aixecar-se i continuar "perseguint, corrent i caient", fins i tot després de "caure" al final de la pel·lícula.
Kon va dir: "No hi ha una solució única: això és el que més vull que sigui la meva obra. Vull que la gent la vegi de moltes maneres diferents."

## Crítiques
Millennium Actress va ser rebuda favorablement per la crítica, guanyant un 93% de valoració "fresca" a Rotten Tomatoes. El crític de Los Angeles Times, Kenneth Turan, va dir això de la pel·lícula: "com a ruminació sobre el lloc que tenen les pel·lícules en el nostre subconscient personal i col·lectiu, Millennium Actress de manera fascinant va on les pel·lícules no han anat sovint abans". Kevin M. Williams del Chicago Tribune va donar a la pel·lícula 4 estrelles i va expressar la seva opinió de la pel·lícula d'aquesta manera: "Una peça d'art cinematogràfic. És l'animació japonesa moderna en el seu millor moment […] És animada, però és humana i tocarà l'ànima de qualsevol persona que hagi estimat profundament". El febrer de 2004, Cinefantastique va incloure l'anime en un article de "Les 10 animacions essencials", afirmant que "representa una nova maduresa per a l'anime, una on els èxits tècnics de 40 anys finalment es posen al servei complet d'una història emocionalment rica."

### Premis
Millennium Actress va rebre el Gran Premi al Festival d'Arts Multimèdia de l'Agència d'Afers Culturals del Japó, empatant amb El viatge de Chihiro. A més, va guanyar els premis de Millor pel·lícula d'animació i Fantasia Trencadora al Festival de Cinema Fantasia de 2001. Va ser guardonada amb el Premi de Llargmetratge a la 8a edició de l'Animation Kobe. La pel·lícula es va endur el prestigiós premi Ofuji Noburo als Premis de Cinema Mainichi 2002, i va ser guardonada amb el Premi Orient Express al Festival de Cinema de Sitges de 2001 a Catalunya. La pel·lícula va ser nominada a quatre premis Annie el 2004, incloent-hi millor direcció i guió. També va ser proposada pel seu estudi com a candidata a Òscar a la millor pel·lícula d'animació, però no va ser nominada.